# رئيس وزراء تونغا

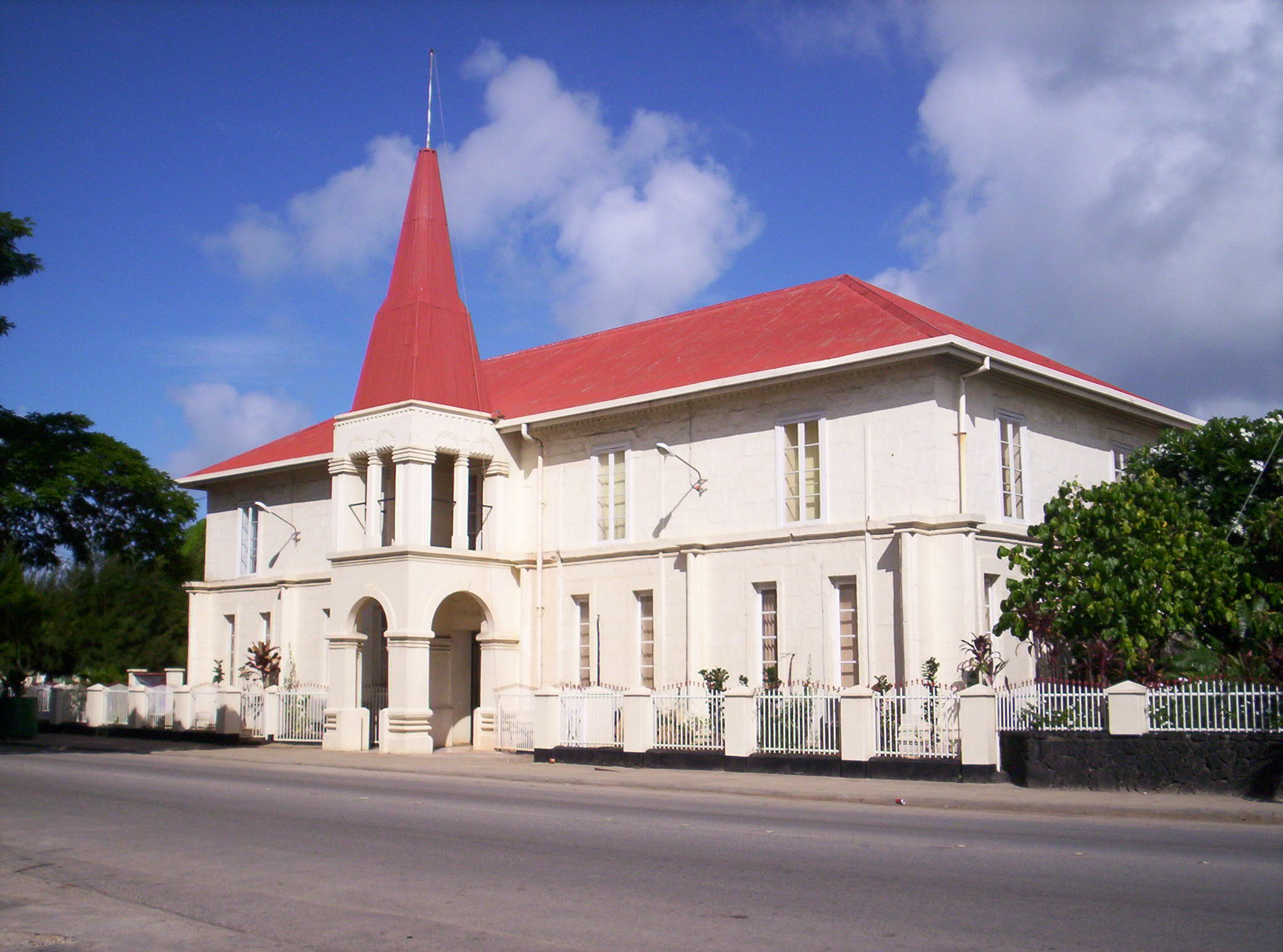
مكتب رئيس الوزراء في نوكو ألوفا

رئيس وزراء تونجا (يشار إليه تاريخيًا باسم رئيس الوزراء ) هو رئيس حكومة تونجا. تونغا هي مملكة يحكمها الملك توبو السادس، رئيس الوزراء السابق، كرئيس للدولة. وكان آخر رئيس وزراء هو سياوسي سوفاليني، الذي انتُخب في 15 ديسمبر 2021 وعين في 27 ديسمبر 2021. انتخب سوفاليني بأغلبية 16 صوتًا. استقال سياوسي سوفاليني من منصبه كرئيس للوزراء يوم الاثنين 9 ديسمبر 2024 قبل التصويت على حجب الثقة في نفس اليوم. انتخب أيساكي إيكي رئيسًا للوزراء في 24 ديسمبر 2024، ومن المتوقع أن يتولى منصبه في فبراير 2025.
إنشأ منصب رئيس الوزراء بموجب الدستور عام 1875، حيث تنص المادة 51 منه على أن رئيس الوزراء والوزراء الآخرين يتم تعيينهم وعزلهم من قبل الملك.
ويعاون رئيس الوزراء نائب رئيس الوزراء.

## الديمقراطية في العقد الأول من القرن الحادي والعشرين
خلال العقد الأول من القرن الحادي والعشرين، شهدت البلاد زيادة في الديمقراطية. في مارس 2006، عين الملك تاوفآهاو توبو الرابع فيليتي سيفيل، وهو عضو معتدل في حركة حقوق الإنسان والديمقراطية، رئيسًا للوزراء. كان سيفيل أول شخص من عامة الناس يتولى هذا المنصب منذ شيرلي والديمار بيكر في عام 1881. كان جميع رؤساء الوزراء منذ بيكر من النبلاء، أو حتى من العائلة المالكة.
وفي يوليو/تموز 2008، أعلن الملك جورج توبو الخامس عن إصلاحات ديمقراطية أكثر جوهرية. كان سيتخلى عن الجزء الأساسي من سلطاته التنفيذية، وسيتبع من الآن فصاعدًا العادة التي تتبعها الملكيات مثل المملكة المتحدة، حيث يمارس صلاحياته فقط بناءً على نصيحة رئيس الوزراء. بالإضافة إلى ذلك، لم يعد بإمكانه تعيين رئيس الوزراء من يشاء، بل يعين عضوًا في الجمعية التشريعية يتم انتخابه من قبل الجمعية التشريعية.
| No.                                                      | صورة                         | الاسم (مدة الحياة)                                        | مدة ولاية      | مدة ولاية      | مدة ولاية          | الحفلة | الحفلة                          | الحكومة         | الملك                              |
| No.                                                      | صورة                         | الاسم (مدة الحياة)                                        | أبدأ           | نهاية          | مدة                | الحفلة | الحفلة                          | الحكومة         | الملك                              |
| -------------------------------------------------------- | ---------------------------- | --------------------------------------------------------- | -------------- | -------------- | ------------------ | ------ | ------------------------------- | --------------- | ---------------------------------- |
| 1                                                        |                              | "ثيڤتا "أونغا (1824 – 1879)                               | 1 يناير 1876   | 18 ديسمبر 1879 | 3 سنوات و11 شهور   |        | المستقل                         | "أونغا"         | جورج توبو الأولح. 1845–1893        |
| فارغ (18 كانون الأول / ديسمبر 1879 - أبريل / أبريل 1881) |                              |                                                           |                |                |                    |        |                                 |                 | جورج توبو الأولح. 1845–1893        |
| 2                                                        |                              | (شيرلي والديمار باكر) (1836 – 1903)                       | أبريل 1881     | يوليو 1890     | 9 سنوات و3 شهور    |        | المستقل                         | (بيكر)          | جورج توبو الأولح. 1845–1893        |
| 3                                                        |                              | سياوسي توكواهو (1854 – 1897)                              | يوليو 1890     | 1893           | 2-3 سنوات          |        | المستقل                         | تكوأه           | جورج توبو الأولح. 1845–1893        |
| 4                                                        |                              | سيوساتيكي تونغا (1853 – 1913)                             | 1893           | يناير 1905     | 11-12 سنوات        |        | المستقل                         | فيكون           | جورج توبو الثانيح. 1893–1918       |
| 5                                                        |                              | سياوسي توبيلحاكي (1842 – 1912)                            | يناير 1905     | يناير 1905     | 0 شهور             |        | المستقل                         | (بيلحيك)        | جورج توبو الثانيح. 1893–1918       |
| 6                                                        |                              | سيون توفو ماتيالونا (1852 – 1925)                         | يناير 1905     | 30 سبتمبر 1912 | 7 سنوات و7 شهور    |        | المستقل                         | ماتيالونا       | جورج توبو الثانيح. 1893–1918       |
| 7                                                        |                              | دافيتي تويوفاكانو (1869 – 1923)                           | 30 سبتمبر 1912 | 30 يونيو 1923  | 10 سنوات و304 أيام |        | المستقل                         | تويوفاكانو      | جورج توبو الثانيح. 1893–1918       |
| 7                                                        | سلوت توبو الثالثح. 1918–1965 | دافيتي تويوفاكانو (1869 – 1923)                           | 30 سبتمبر 1912 | 30 يونيو 1923  | 10 سنوات و304 أيام |        | المستقل                         | تويوفاكانو      |                                    |
| 8                                                        |                              | الأمير (وليام تونجى ماليفيهي) (1887 - 1941) (1887 – 1941) | 30 يونيو 1923  | 20 يوليو 1941  | 18 سنوات و20 أيام  |        | المستقل                         | الميلفيهي       |                                    |
| 9                                                        |                              | سولومان أولا أتا (OBE) (1883 - 1950) (1883 – 1950)        | 20 يوليو 1941  | 12 ديسمبر 1949 | 8 سنوات و145 أيام  |        | المستقل                         | أولا            |                                    |
| 10                                                       |                              | ولي العهد توبوتا تونجي كبي (1918 - 2006)                  | 12 ديسمبر 1949 | 16 ديسمبر 1965 | 16 سنوات و4 أيام   |        | المستقل                         | تونغي           |                                    |
| 11                                                       |                              | الأمير فاتافيهي تويبيلهاكي (1922 - 1999) (1922 – 1999)    | 16 ديسمبر 1965 | 22 أغسطس 1991  | 25 سنوات و249 أيام |        | المستقل                         | تُبيلحاك         | "توفا هاو توبو" الرابعح. 1965–2006 |
| 12                                                       |                              | سياوسي فايا (1921 – 2009)                                 | 22 أغسطس 1991  | 3 يناير 2000   | 8 سنوات و134 أيام  |        | المستقل                         | (فايا)          | "توفا هاو توبو" الرابعح. 1965–2006 |
| 13                                                       |                              | توبو السادس                                               | 3 يناير 2000   | 11 فبراير 2006 | 6 سنوات و39 أيام   |        | المستقل                         | لافاكا          | "توفا هاو توبو" الرابعح. 1965–2006 |
| 14                                                       |                              | فليتي سيفلي (born 1944)                                   | 30 مارس 2006   | 22 ديسمبر 2010 | 4 سنوات و314 أيام  |        | حركة حقوق الإنسان والديمقراطية  | سيفلي           | "توفا هاو توبو" الرابعح. 1965–2006 |
| 14                                                       | جورج توبو الخامسح. 2006–2012 | فليتي سيفلي (born 1944)                                   | 30 مارس 2006   | 22 ديسمبر 2010 | 4 سنوات و314 أيام  |        | حركة حقوق الإنسان والديمقراطية  | سيفلي           |                                    |
| 15                                                       |                              | اللورد تويوفاكانو (born 1952)                             | 22 ديسمبر 2010 | 30 ديسمبر 2014 | 4 سنوات و8 أيام    |        | المستقل                         | تويوفاكانو I-II |                                    |
| 15                                                       | توبو السادسح. 2012–present   | اللورد تويوفاكانو (born 1952)                             | 22 ديسمبر 2010 | 30 ديسمبر 2014 | 4 سنوات و8 أيام    |        | المستقل                         | تويوفاكانو I-II |                                    |
| 16                                                       |                              | "أكيليسي بوهيفا" (1941 – 2019)                            | 30 ديسمبر 2014 | 12 سبتمبر 2019 | 4 سنوات و256 أيام  |        | الحزب الديمقراطي في جزر الصداقة | بوهيفا          |                                    |
| -أجل                                                     |                              | سيميسي سيكا                                               | 12 سبتمبر 2019 | 8 أكتوبر 2019  | 26 أيام            |        | الحزب الديمقراطي في جزر الصداقة | بوهيفا          |                                    |
| 17                                                       |                              | (بوهيفا تويوونيتو) (1951 – 2023)                          | 8 أكتوبر 2019  | 27 ديسمبر 2021 | 2 سنوات و80 أيام   |        | حزب الشعب التونغي               | " تويونيتو "    |                                    |
| 18                                                       |                              | سياوسي سوفاليني (born 1970)                               | 27 ديسمبر 2021 | 9 ديسمبر 2024  | 2 سنوات و348 أيام  |        | المستقل                         | سوفاليني        |                                    |
| -أجل                                                     |                              | ساميو فايبولو                                             | 9 ديسمبر 2024  | الموظف         | 231 أيام           |        | المستقل                         | سوفاليني        |                                    |
| 19                                                       |                              | آيساكي إيكي                                               | التهابات       | المشاركة       |                    |        | المستقل                         |                 |                                    |

## الخط الزمني
تعذر تجميع إدخال EasyTimeline:

Timeline generation failed: 8 errors found

Line 46:   from: 01/04/1881 till: 01/07/1890 color:independent text:"شيرلي فالديمار بيكر&nbsp;<span style="font-size: smaller; font-style: normal; font-weight: normal;" class="noprint">&nbsp;<sup class=reference title="عنصر (Q204358) في لغات أخرى">[لغات أخرى]</sup></span>&rlm;"

- Invalid attribute 'title="عنصر' ignored.

```
 Specify attributes as 'name:value' pair(s).

```

Line 46:   from: 01/04/1881 till: 01/07/1890 color:independent text:"شيرلي فالديمار بيكر&nbsp;<span style="font-size: smaller; font-style: normal; font-weight: normal;" class="noprint">&nbsp;<sup class=reference title="عنصر (Q204358) في لغات أخرى">[لغات أخرى]</sup></span>&rlm;"

- Invalid attribute '(Q204358)' ignored.

```
 Specify attributes as 'name:value' pair(s).

```

Line 46:   from: 01/04/1881 till: 01/07/1890 color:independent text:"شيرلي فالديمار بيكر&nbsp;<span style="font-size: smaller; font-style: normal; font-weight: normal;" class="noprint">&nbsp;<sup class=reference title="عنصر (Q204358) في لغات أخرى">[لغات أخرى]</sup></span>&rlm;"

- Invalid attribute 'في' ignored.

```
 Specify attributes as 'name:value' pair(s).

```

Line 46:   from: 01/04/1881 till: 01/07/1890 color:independent text:"شيرلي فالديمار بيكر&nbsp;<span style="font-size: smaller; font-style: normal; font-weight: normal;" class="noprint">&nbsp;<sup class=reference title="عنصر (Q204358) في لغات أخرى">[لغات أخرى]</sup></span>&rlm;"

- Invalid attribute 'لغات' ignored.

```
 Specify attributes as 'name:value' pair(s).

```

Line 46:   from: 01/04/1881 till: 01/07/1890 color:independent text:"شيرلي فالديمار بيكر&nbsp;<span style="font-size: smaller; font-style: normal; font-weight: normal;" class="noprint">&nbsp;<sup class=reference title="عنصر (Q204358) في لغات أخرى">[لغات أخرى]</sup></span>&rlm;"

- Invalid attribute 'أخرى">[لغات' ignored.

```
 Specify attributes as 'name:value' pair(s).

```

Line 46:   from: 01/04/1881 till: 01/07/1890 color:independent text:"شيرلي فالديمار بيكر&nbsp;<span style="font-size: smaller; font-style: normal; font-weight: normal;" class="noprint">&nbsp;<sup class=reference title="عنصر (Q204358) في لغات أخرى">[لغات أخرى]</sup></span>&rlm;"

- Invalid attribute 'أخرى]</sup>]]</span>&rlm;"' ignored.

```
 Specify attributes as 'name:value' pair(s).

```

Line 46:   from: 01/04/1881 till: 01/07/1890 color:independent text:"شيرلي فالديمار بيكر&nbsp;<span style="font-size: smaller; font-style: normal; font-weight: normal;" class="noprint">&nbsp;<sup class=reference title="عنصر (Q204358) في لغات أخرى">[لغات أخرى]</sup></span>&rlm;"

- Invalid attribute 'class=reference' ignored.

```
 Specify attributes as 'name:value' pairs.

```

Line 46:   from: 01/04/1881 till: 01/07/1890 color:independent text:"شيرلي فالديمار بيكر&nbsp;<span style="font-size: smaller; font-style: normal; font-weight: normal;" class="noprint">&nbsp;<sup class=reference title="عنصر (Q204358) في لغات أخرى">[لغات أخرى]</sup></span>&rlm;"

- PlotData definition invalid. Invalid attribute 'font-style' found. 

```
 Syntax: 'PlotData = [align:..] [anchor:..] [at:..] [bar:..] [barset:..] [color:..] [fontsize:..] [from:..] [link:..] [mark:..] [shift:..] [text:..] [textcolor:..] [till:..] [width:..]'

```

## روابط خارجية
- رئيس وزراء تونجا في موسوعة وورلد ستيتسمان